# Asientos
Asientos là một đô thị thuộc bang Aguascalientes, México. Năm 2005, dân số của đô thị này là 40547 người.